# 四日市市警察
四日市市警察（よっかいちしけいさつ）は、かつて存在した三重県四日市市の自治体警察。

## 概要
従来の三重県警察部が解体され、1948年（昭和23年）3月7日に四日市市警察本部が設置された。
1954年（昭和29年）に新警察法が公布された。これにより国家地方警察と自治体警察が廃止され、新たに都道府県警察として三重県警察本部が発足。四日市市警察も三重県警察に統合され、姿を消した。

## 警察署
- 四日市市四日市警察署（現在の四日市南警察署）：1947年（昭和22年）11月3日から1948年（昭和23年）3月まで庁舎3階を四日市市立図書館に貸していた[1]。
- 四日市市富田警察署（現在の四日市北警察署）